# فراهی
فرخی  فراهی، از مجموعه خاندان قدیمی و اصیل سیستانی و شاخه‌ای از خاندان ارابیب سیستان هستند.
و در روستایی از توابع بخش قرقری شهرستان هیرمند در استان سیستان و بلوچستان ایران است.

## جمعیت
این روستا در دهستان قرقری قرار دارد و براساس سرشماری مرکز آمار ایران در سال ۱۳۸۵، جمعیت آن ۴۲ نفر (۷خانوار) بوده‌است.